# Camponotus xanthopilus
Camponotus xanthopilus é uma espécie de inseto do gênero Camponotus, pertencente à família Formicidae.